# Време релаксације
Време релаксације система је карактеристично време потребно неком датом изолованом систему да дође у стационарно стање.
Када систем зависи од више параметара (р1, р2, ..., рn) и када сваки од њих има различито време релаксације (t1, t2, ..., tn), релаксација целог система је најдужи од временских интервала t1, t2, ..., tn.

## Време релаксације у простим линеарним системима

### Механика: непригушене осцилације
Хомогена диференцијална једначина:
{\displaystyle m{\frac {d^{2}y}{dt^{2}}}+\gamma {\frac {dy}{dt}}+ky=0}
моделује непригушене осцилације услед тежине опруге.
Издужење ће затим бити у облику {\displaystyle y(t)=Ae^{-t/T}\cos(\mu t-\delta )}. Константа T се назива временом релаксације система, а константа μ је квази-фреквенција.

### Електроника: RC коло
У RC колу које има кондензатор и отпорник, електрични напон опада експоненцијално: 
{\displaystyle V(t)=V_{0}e^{-{\frac {t}{RC}}}\ ,}
Константа {\displaystyle \tau =RC\ } се назива временом релаксације кола. Нелинеарни осцилатор који ствара понављајући талас због узастопних пражњења кондензатора кроз отпорник се назива релаксациони осцилатор.